# Luis Lam Padilla
Luis Antonio Lam Padilla (1981-) es un abogado, político, diplomático y militar guatemalteco que se desempeñó como embajador de Guatemala en la Organización de las Naciones Unidas de 2019 a 2022.

## Biografía
Lam Padilla fue asesor legal y militar en las operaciones especial de paz de la Organización de las Naciones Unidas, y también fue parte de las misiones de paz desplegadas en Haití y Sudán. En 2019 se convirtió en abogado del presidente Jimmy Morales. En ese mismo año fue nombrado como embajador de Guatemala ante la ONU. Renunció a su cargo en 2022.

## Candidatura presidencial
Lam Padilla fue elegido como candidato presidencial por el conservador Partido de Integración Nacional para las elecciones generales de 2023, su compañero de fórmula fue el también abogado Otto Marroquín.
En las elecciones celebradas el 25 de junio Luis Lam obtuvo 7,944 votos y con el 0.14% de los votos quedando en el último lugar de la elección sin éxito inesperado por lo que PIN fue disuelto por el TSE.